# Большой Волжский маяк
Большой Волжский маяк (или маяк Большая Волга) — маяк, расположенный в начале Канала имени Москвы, на окраине города Дубна (Московская область, Россия). Единственный действующий маяк на реке в Центральной России.

## Местоположение
Маяк построен в месте соединения Канала имени Москвы с Иваньковским водохранилищем: на дамбе между Каналом и озером Лебяжье. Рядом расположена действующая паромная переправа № 1, аварийные ворота канала и второй в мире по высоте фигуры памятник Ленину.

## Описание
Маяк — створный. Представляет собой кирпичное сооружение в виде башни, на железобетонном основании, оштукатуренное. Основное оборудование — электрофонарь в поясной линзе Френеля (ныне заменен на современное устройство) на крыше тамбура, неоновая линия на фасаде сооружения, вращающийся авиа-прожектор на время мглы и тумана (ныне утрачен). Высота маяка — 25 метров. Архитектурный стиль — советский конструктивизм.

### Малый Волжский маяк
Севернее Большого Волжского маяка расположен Малый Волжский маяк. Высота Малого маяка — 6,5 метра. Имеет аналогичные световые приборы эдектрофонарь на крыше, неоновую линию на фасаде. Имел вращающийся авиа-прожектор работавший во время мглы и тумана (ныне утрачен). Является передним маяком (створа с Большим Волжским маяком) при входе с Иваньковского водохранилища в аванпорт Канала имени Москвы.

## История
Большой Волжский маяк построен в 1937 году заключёнными Дмитровлага при строительстве Канала Москва-Волга им. И. В. Сталина.

## Современное состояния
Оба маяка (Большой и Малый) действующие. Работают в течение навигации.
В августе 2020 года, силами работников ВРГС, маячный аппарат вращающий прожектор был отремонтирован и вновь запущен в эксплуатацию. Временно вместо прожектора используется небольшой фонарь с плоской линзой Френеля.
После основания в 1956 году города Дубна — в обиходе называется Дубненским маяком. Является достопримечательностью Дубны и Канала имени Москвы.